# Karl Wildermuth
Karl Wildermuth (* 25. Juli 1921 in Bad Cannstatt; † 25. Oktober 2005 in Tübingen) war ein deutscher Physiker. Von 1964 bis zu seiner Emeritierung 1989 war Wildermuth Professor für Theoretische Physik an der Eberhard Karls Universität Tübingen.

## Ausbildung
Nach seinem Abitur 1939 studierte Wildermuth Physik an der Technischen Hochschule München. Nach dem Vordiplom 1941 wurde er zur Kriegsmarine eingezogen, kam aber nicht zum Kriegseinsatz, sondern wurde freigestellt zum Studium der Meteorologie an der Humboldt-Universität zu Berlin. Dort lernte er seinen späteren Doktorvater Werner Heisenberg kennen, der es ihm ermöglichte, zusätzlich zum Fach Meteorologie auch Physik zu studieren. Nach Kriegsende konnte er an der Georg-August-Universität Göttingen 1946 das Staatsexamen in Mathematik und Physik ablegen und 1949 bei Werner Heisenberg promovieren. Es folgten zwei Assistentenjahre am Max-Planck-Institut für Physik in Göttingen sowie ein Jahr am Institute for Mathematics and Mechanics in New York. Drei weitere Assistentenjahre bei Fritz Bopp an der Ludwig-Maximilians-Universität München führten dann 1954 zur Habilitation. Nach Forschungsaufenthalten bei Niels Bohr in Kopenhagen und am CERN in Genf wurde er 1959 als Professor an die Florida State University in Tallahassee berufen. 1964 folgte er einem Ruf als ordentlicher Professor für Theoretische Physik an die Eberhard Karls Universität Tübingen. 1989 wurde Wildermuth emeritiert.

## Forschungstätigkeit
Wildermuth beschäftigte sich schon während seiner Zeit in Genf mit der Vereinheitlichung der theoretischen Modelle des Atomkerns. Aufbauend auf einem Modell von John Archibald Wheeler entwickelte er das sogenannte Clustermodell. Die Weiterentwicklung des Clustermodells sowie dessen Anwendung auf viele Probleme der Kernphysik beschäftigen ihn und zahlreiche Mitarbeiter während seiner Zeit in Tallahasse sowie in Tübingen. Für seine wissenschaftlichen Leistungen wurden ihm die Ehrendoktorwürde der Karl-Franzens-Universität Graz verliehen.

## Schriften
- Karl Wildermuth, Walter McClure: Cluster Representations of Nuclei (= Springer Tracts in Modern Physics. Band 41). Springer Berlin Heidelberg, Berlin, Heidelberg 1966, ISBN 978-3-540-03670-8, doi:10.1007/BFb0045472 (englisch).
- K. Wildermuth, Y. C. Tang: A Unified Theory of the Nucleus. Vieweg+Teubner Verlag, Wiesbaden 1977, ISBN 978-3-528-08373-1, doi:10.1007/978-3-322-85255-7 (englisch).